# Herr (Familienname)
Herr ist ein deutscher Familienname.

## Namensträger
- Albert Herr (1840–1912), deutscher Verwaltungsbeamter und Politiker
- Alexander Herr (* 1978), deutscher Skispringer
- Annette Kreutziger-Herr (* 1962), deutsche Musik- und Kulturwissenschaftlerin
- Arthur Herr (1891–1986), deutscher Bibliothekar und Volksbildner
- Beth Herr (* 1964), US-amerikanische Tennisspielerin
- Caroline Herr (* 1965), deutsche Ärztin und Wissenschaftlerin
- Claudia Herr (* 1970), deutsche Opernsängerin (Mezzosopran/Alt)
- Corinna Herr (* 1965), deutsche Musikwissenschaftlerin
- Dominique Herr (* 1965), Schweizer Fußballspieler
- Edmund Herr (* 1937), deutscher Fußballspieler
- Frédéric-Georges Herr (1855–1932), französischer General
- Gigi Herr (1942–2023), deutsche Schauspielerin
- Hans Herr (Geistlicher) (1639–1725), Schweizer Geistlicher, Bischof der Mennoniten
- Hans Herr (Admiral) (1871–1936), deutscher Konteradmiral
- Hans-Otto Herr (1955–2021), deutscher Versicherungsmathematiker und Schachspieler
- Hans-Paul Herr (* 1951/1952), deutscher Skispringer und Skisprungtrainer
- Hugh Herr (* 1964), US-amerikanischer Biophysiker und Extremkletterer
- Ingrid Herr (* 1962/1964), deutsche Molekularbiologin und Hochschullehrerin
- Jakob Herr (1867–1950), deutscher römisch-katholischer Priester
- Josef Philipp Herr (1819–1884), österreichischer Geodät, Astronom und Hochschullehrer
- Julia Herr (* 1992), österreichische Politikerin (SPÖ)
- León Antonio Herr (* 1945), kubanischer Radrennfahrer
- Lorenz Herr (1787–1850), österreichischer Maler und Lithograf
- Lucien Herr (1864–1926), französischer Bibliothekar
- Luke Thomas Herr (* 1994), kanadischer Volleyballspieler
- Magnus Herr (1841–1919), deutscher Kommunalpolitiker und Abgeordneter des Provinziallandtages der Provinz Hessen-Nassau
- Maria Herr-Beck (1928–2015), deutsche Politikerin (CDU), MdL Rheinland-Pfalz
- Markus Herr (* 1982), deutscher Komponist, Dirigent und Pianist
- Mathias Herr (* 1966), deutscher Jurist und Richter am Bundesgerichtshof
- Michael Herr (Mediziner) (vor 1515–nach 1550), deutscher Mediziner und Übersetzer
- Michael Herr (Maler) (1591–1661), deutscher Maler und Kupferstecher
- Michael Herr (Schriftsteller) (1940–2016), US-amerikanischer Schriftsteller und Drehbuchautor
- Michael Herr (Biathlet) (* 1987), deutscher Leicht- und Biathlet
- Michel Herr (* 1949), belgischer Pianist, Komponist und Arrangeur
- Norbert Herr (1944–2021), deutscher Politiker (CDU), MdB
- Regina Kopp-Herr (* 1957), deutsche Politikerin (SPD)
- Richard Herr (1922–2022), US-amerikanischer Historiker
- Sascha Herr (* 1979), deutscher Fleischer und Politiker (AfD)
- Theodor Herr (1929–2007), deutscher Theologe und Sozialethiker
- Tom Herr (* 1956), US-amerikanischer Baseballspieler
- Traugott Herr (1890–1976), deutscher General
- Trude Herr (1927–1991), deutsche Schauspielerin
- Valentin Herr (* 1957), deutscher Fußballspieler
- Valentin Herr (Chronist) (1606–1681), deutscher Chronist
- Vincent-Immanuel Herr (* 1988), deutscher Aktivist, Historiker und Feminist
- Werner Herr (1917–1989), deutscher Jurist und Kommunalpolitiker (SPD)
- Willi Herr (1912–1970), deutscher Kommunist und SED-Funktionär
- Wolfgang Herr (* 1965), deutscher Mediziner und Hochschullehrer
- Wolfgang von Kap-herr (1898–1970), deutscher Oberst i. G. der Wehrmacht und Automobilclubpräsident